# Ricò
Ricò è una frazione di 373 abitanti del comune di Meldola, provincia di Forlì-Cesena.

## Geografia fisica
Ricò è situato a 6 km da Meldola ed a 18 da Forlì, lungo la valle del fiume Bidente, a 86 m s.l.m., fra la frazione di San Colombano e l'abitato del Gualdo, col quale costituisce un'unica entità amministrativa.

## Economia
Il territorio è prevalentemente coltivato a vigneti (Sangiovese, Trebbiano e Albana), frutteti (pesche, albicocche, kiwi), grano e fieno. Sono presenti 
allevamenti avicoli (soprattutto galline da uova e tacchini), ovini e bovini ed esiste una cava attiva.

## Storia
Le prime notizie storiche dell'abitato sono contenute in un documento del 1074. 
Detto in antico Rivocavo, dal nome del vicino torrente, nel tempo si trasforma in Ricao,
Ricovo, Riccò. La sua importanza è dovuta al fatto di essere sul confine tra la zona gravitante su Meldola e quella gravitante su Civitella, in prossimità dell'attraversamento del fiume Bidente (il guado, da cui il nome della località Gualdo). Vi si trova un mulino, utilizzato per secoli. Dai circa 100 abitanti del XVII e XVIII secolo si passa, nel corso del XIX secolo, a quasi 900. 
Nel 1859 viene istituita una scuola elementare, nel 1909 un ufficio postale, nel 1912 si inaugura l'illuminazione pubblica.

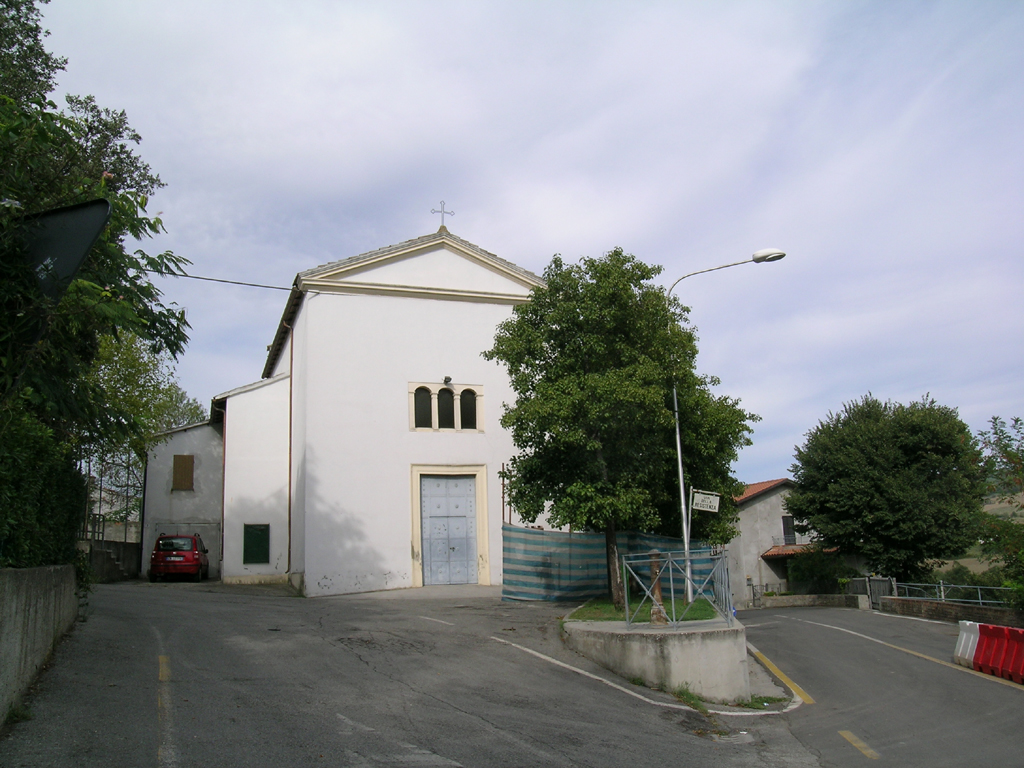
La chiesa parrocchiale di Ricò

La chiesa di San Giovanni Evangelista, citata per la prima volta in un documento del 1202, viene più volte ricostruita nel corso dei secoli, dopo vari terremoti.
Nel 1978 la costruzione di una variante sulla SS 310 (ora SP 4) toglie dal centro del paese il traffico di transito, ed anche il percorso dei mezzi pubblici viene spostato fuori dal l'abitato.